# Tony Njiké
Tony Njiké, né le 29 janvier 1998 à Paris, est un joueur de football franco-camerounais évoluant au poste de milieu défensif à QRM.

## Biographie

### Carrière en club
Tony Njiké, natif de Paris, est cependant formé aux Girondins de Bordeaux, où il passe six ans dans le centre de formation en côtoyant notamment Jules Koundé ou Aurélien Tchouaméni, sans parvenir à aller dans le groupe pro, même s'il a déjà participé à des entraînements du groupe professionnel,.
N'étant pas parvenu à s'imposer en Gironde, il prend le chemin de la Corse pour signer à Ajaccio durant l'été 2019, avant de signer un contrat professionnel de trois ans dans ce même club en février 2020. Il joue son premier match contre Châteauroux lors de la première journée de Ligue 2 2020-2021, et marque son premier d'une demi-volée remarquée contre Rodez en mars 2021.
En manque de temps de jeu à Ajaccio (seulement quatre fois titulaire), Njiké part en prêt pour Cholet, qui évolue alors en National, où le milieu de terrain retrouve un temps de jeu important, et la confiance qui va avec.
Tandis qu'Ajaccio fête sa promotion en Ligue 1 à l'issue de la saison 2022-2023, Njiké signe au FC Argeș, club roumain ayant alors fini quatrième du dernier championnat roumain. Il quitte Arges à l'issue de la saison, avant de s'engager à la Berrichonne de Châteauroux. Avec les Castelroussains, il joue son premier match face à Cholet, puis marque son premier but dès la deuxième journée contre Niort.  
Après seulement une saison passée dans la préfecture de l'Indre, Njiké rejoint Quevilly-Rouen en juin 2024, devenant la première recrue de champ pour l'équipe normande. 

## Statistiques
| Saison                | Club                  | Championnat           | Championnat | Championnat | Championnat | Coupe(s) nationale(s) | Coupe(s) nationale(s) | Coupe(s) nationale(s) | Compétition(s) continentale(s) | Compétition(s) continentale(s) | Compétition(s) continentale(s) | Compétition(s) continentale(s) | Total | Total | Total |
| Saison                | Club                  | Division              | M.          | B.          | P.d.        | M.                    | B.                    | P.d.                  | Comp.                          | M.                             | B.                             | P.d.                           | M.    | B.    | P.d.  |
| 2019-2020             | AC Ajaccio            | Ligue 2               | -           | -           | -           | 1                     | 0                     | 0                     | -                              | -                              | -                              | -                              | 1     | 0     | 0     |
| 2020-2021             | AC Ajaccio            | Ligue 2               | 18          | 1           | 0           | 1                     | 0                     | 0                     | -                              | -                              | -                              | -                              | 19    | 1     | 0     |
| 2021-2022             | SO Cholet (prêt)      | National              | 30          | 3           | 3           | 3                     | 0                     | 0                     | -                              | -                              | -                              | -                              | 33    | 3     | 3     |
| Sous-total            | Sous-total            | Sous-total            | 48          | 4           | 3           | 5                     | 0                     | 0                     | -                              | -                              | -                              | -                              | 53    | 4     | 3     |
| 2022-2023             | FC Argeș              | Liga I                | 35          | 0           | 4           | 2                     | 0                     | 0                     | -                              | -                              | -                              | -                              | 37    | 0     | 4     |
| 2023-2024             | LB Châteauroux        | National              | 29          | 3           | 1           | 5                     | 0                     | 0                     | -                              | -                              | -                              | -                              | 34    | 3     | 1     |
| 2024-2025             | QRM                   | National              | 3           | 0           | 0           | -                     | -                     | 0                     | -                              | -                              | -                              | -                              | 3     | 0     | 0     |
| Sous-total            | Sous-total            | Sous-total            | 67          | 3           | 5           | 7                     | 0                     | 0                     | -                              | -                              | -                              | -                              | 74    | 3     | 5     |
| Total sur la carrière | Total sur la carrière | Total sur la carrière | 115         | 7           | 8           | 12                    | 0                     | 0                     | -                              | -                              | -                              | -                              | 127   | 7     | 8     |